# Święto Krwi Przenajdroższej Pana Jezusa i Ofiary Mateczki
Święto Krwi Przenajdroższej Pana Jezusa i Ofiary Mateczki – święto kościelne obchodzone przez Kościół Katolicki Mariawitów w RP na pamiątkę Krwi Jezusa Chrystusa wylanej dla zbawienia ludzi i ofiary Mateczki (Feliksy Marii Franciszki Kozłowskiej, uznanej przez mariawitów za świętą), która to zrównana została w kulcie z Matką Bożą. 
Mariawici uważają, że tak jak Jezus umierając na krzyżu zbawił ludzi jako "drugi Adam", tak św. Feliksa Kozłowska złożyła również ofiarę z życia dla zbawienia ludzkości jako "druga Ewa".

## Dzień obchodów
W ten dzień wierni mają zagwarantowane ustawowo prawo do zwolnień od pracy lub nauki. 
Święto obchodzone jest 23 sierpnia, w rocznicę śmierci św. Marii Franciszki.